# Vitögd trast
Vitögd trast (Turdus jamaicensis) är en fågel i familjen trastar inom ordningen tättingar.

## Utseende och läte
Vitögd trast är en medelstor sotfärgad fågel med tydligt vitt öga och ett brutet vitt halsband. Liknande vithakad trast har mörkt öga, orange på näbb och ben samt saknar det vita halsbandet. Sången består av en lång serie med mycket varierade fraser som upprepas två till fem gånger, oftast tre. Bland lätena hörs sorgesamt visslande "weee-woooo", men första tonen något ljusare, samt ett snabbt och nästan anklikt kvackande "yak".

## Utbredning och systematik
Fågeln förekommer enbart i bergsskogar och kullar på Jamaica. Den behandlas som monotypisk, det vill säga att den inte delas in i några underarter.

## Levnadssätt
Vitögd trast hittas framför allt i fuktiga bergsskogar, men även i de flesta skogsområden med tätare vegetation. Den födosöker både i träden och på marken.

## Status
Trots det begränsade utbredningsområdet och att den tros minska i antal anses beståndet vara livskraftigt av internationella naturvårdsunionen IUCN.